# NGC 1629
NGC 1629 est un amas ouvert situé dans la constellation de l'Hydre mâle. Cet amas est situé dans le Grand Nuage de Magellan. Il a été découvert par l'astronome britannique John Herschel en 1834.
NGC 1629 est situé à environ 48,5 kpc (∼158 000 al) de nous, soit la distance qui nous sépare du Grand Nuage de Magellan. Le diamètre apparent de l'amas est de 1,0 minute d'arc, ce qui, compte tenu de la distance, donne un diamètre réel d'environ 46 années-lumière.